# Рациборинский, Николай Леонидович
Николай Леонидович Рациборинский (род. 22 июня 1949) — российский дипломат.

## Биография
Окончил МГИМО (1972) и Дипломатическую академию МИД СССР (1985). Кандидат исторических наук. На дипломатической работе с 1972 года.
- В 1972—1977 годах — сотрудник Посольства СССР в Китае.
- В 1978—1983 годах — сотрудник Посольства СССР в Алжире.
- В 1988—1989 годах — советник Посольства СССР в Индии.
- В 1991—1994 годах — советник Посольства СССР/России в Китае.
- В 1997—2001 годах участвовал в миротворческой операции ООН и в Миссии ОБСЕ в бывшей Югославии (Хорватия).
- В 2003—2007 годах — заместитель постоянного представителя России при международных организациях в Найроби (Кения).
- С июля 2007 по февраль 2011 года — заместитель директора Департамента Африки МИД России.
- С 28 февраля 2011 по 18 сентября 2017 года — чрезвычайный и полномочный посол России в Камеруне и Экваториальной Гвинее по совместительству[1][2][3].

## Дипломатический ранг
- Чрезвычайный и полномочный посланник 2 класса (11 апреля 2006)[4].

## Награды
- Медаль ордена «За заслуги перед Отечеством» II степени (28 ноября 2007) — За многолетнюю и безупречную службу в Министерстве иностранных дел Российской Федерации[5].

## Семья
Женат, имеет двух взрослых дочерей.